# Polideportivo Municipal Carlos Cerutti
El Polideportivo Municipal Carlos Cerutti, de propiedad de la municipalidad de Córdoba, es un estadio cubierto polideportivo principalmente destinado al básquet. Allí disputa sus encuentros como local Atenas.
Originalmente denominado como Polideportivo General San Martín, el 14 de mayo de 1992 fue rebautizado en honor al baloncestista Carlos Cerutti, quien falleció en un accidente vial.

## Acontecimientos

### Básquet
- Sede de las finales de la Liga Nacional de Básquet: 1988, 1989, 1990, 1992, 1993, 1996, 1998, 1999, 2000, 2002, 2009, 2010, 2011.
- Sede de las finales de la Liga Sudamericana de Clubes: 1997, 1998, 2000 y 2004.
- Sede de la final de la Copa Argentina de Básquet 2003.
- Sede del Campeonato Sudamericano de Clubes Campeones en 1993.
- Sede del Campeonato Panamericano de Clubes en 1994.
- Sede del «Grupo A» de la Liga de las Américas 2009-10.[5]

### Vóley
- Sede del Campeonato Sudamericano de Voleibol: 1993, 1999.[6]